# Ladji Farani
Ladji Farani est un quartier de la ville de Parakou.

## Géographie
Le quartier Ladji Farani est un quartier parakois situé dans le 2e arrondissement de la commune de Parakou dans le département du Borgou au Bénin,,.

## Démographie
Selon un rapport de février 2016 de l'Institut National de la Statistique et de l'Analyse Economique (INSAE) du Bénin intitulé Effectifs de la population des villages et quartiers de ville du Bénin (RGPH-4, 2013), le quartier compte en 2013, 18 798 habitants.

## Infrastructures
Hormis le fait qu'il est l'un des quartiers les plus peuplés de la ville, Ladji Farani est aussi connu pour abriter l'un des plus grands centre de sport au Bénin. Dans le but de promouvoir le football à la base, l'académie sport études Afrique espoir ( Aseae) installe son centre à Ladji Farani. Cette académie sportive est située non loin d'une autre d'envergure nationale, le centre Don Bosco,,.